# Пеан, Пьер
Пьер Пеа́н (фр. Pierre Péan; 5 марта 1938 — 25 июля 2019) — французский журналист, автор книг, полемист.
После 1968 года он стал журналистом, сначала для Agence France-Presse, затем для общего еженедельника L’Express в 1970 году и, наконец, для еженедельного экономического журнала Le Nouvel Économiste.
С 1975 года он писал 25 книг в основном по поводу афер во Франции и не только, которые часто вызывают шум. Последнюю, Le Monde selon K (Мир по мненью К) издал в 2009-м году. Раскрывает аферы французского министра иностранных дел Бернара Кушнера особенно в Африке в Руанде и в Косове.

## Список нескольких книг
- Les Deux bombes, ou comment la France a donné la bombe à Israël et à l’Irak, Fayard, Paris, 1982, 1991,
- Une Jeunesse française: François Mitterrand (1934—1947), Fayard, Paris, 1994
- Chirac, l’inconnu de l’Elysée, Fayard, Paris, 2007
- Le Monde selon K, Fayard, Paris, 2009